# Illice ditrigona
Illice ditrigona là một loài bướm đêm thuộc phân họ Arctiinae, họ Erebidae.